# Liercourt
Liercourt (picardisch: Lièrcourt) ist eine nordfranzösische Gemeinde mit 332 Einwohnern (Stand 1. Januar 2022) im Département Somme in der Region Hauts-de-France. Die Gemeinde liegt im Arrondissement Abbeville und ist Teil der Communauté d’agglomération de la Baie de Somme und des Kantons Gamaches.

## Geographie
In der am Südufer der Somme rund 11,5 Kilometer ostsüdöstlich von Abbeville gelegenen und von der dem Tal der Somme folgenden Bahnstrecke (mit Bahnhof im nördlich benachbarten Pont-Remy) und den Départementsstraßen D901 (frühere Route nationale 1) und D3 durchzogenen Gemeinde liegt zum Teil das gallische Oppidum oder Römerlager Camp de César. Das Gemeindegebiet liegt im Regionalen Naturpark Baie de Somme Picardie Maritime.

## Einwohner
| 1962 | 1968 | 1975 | 1982 | 1990 | 1999 | 2006 | 2011 |
| ---- | ---- | ---- | ---- | ---- | ---- | ---- | ---- |
| 304  | 290  | 289  | 332  | 289  | 320  | 357  | 346  |

## Sehenswürdigkeiten

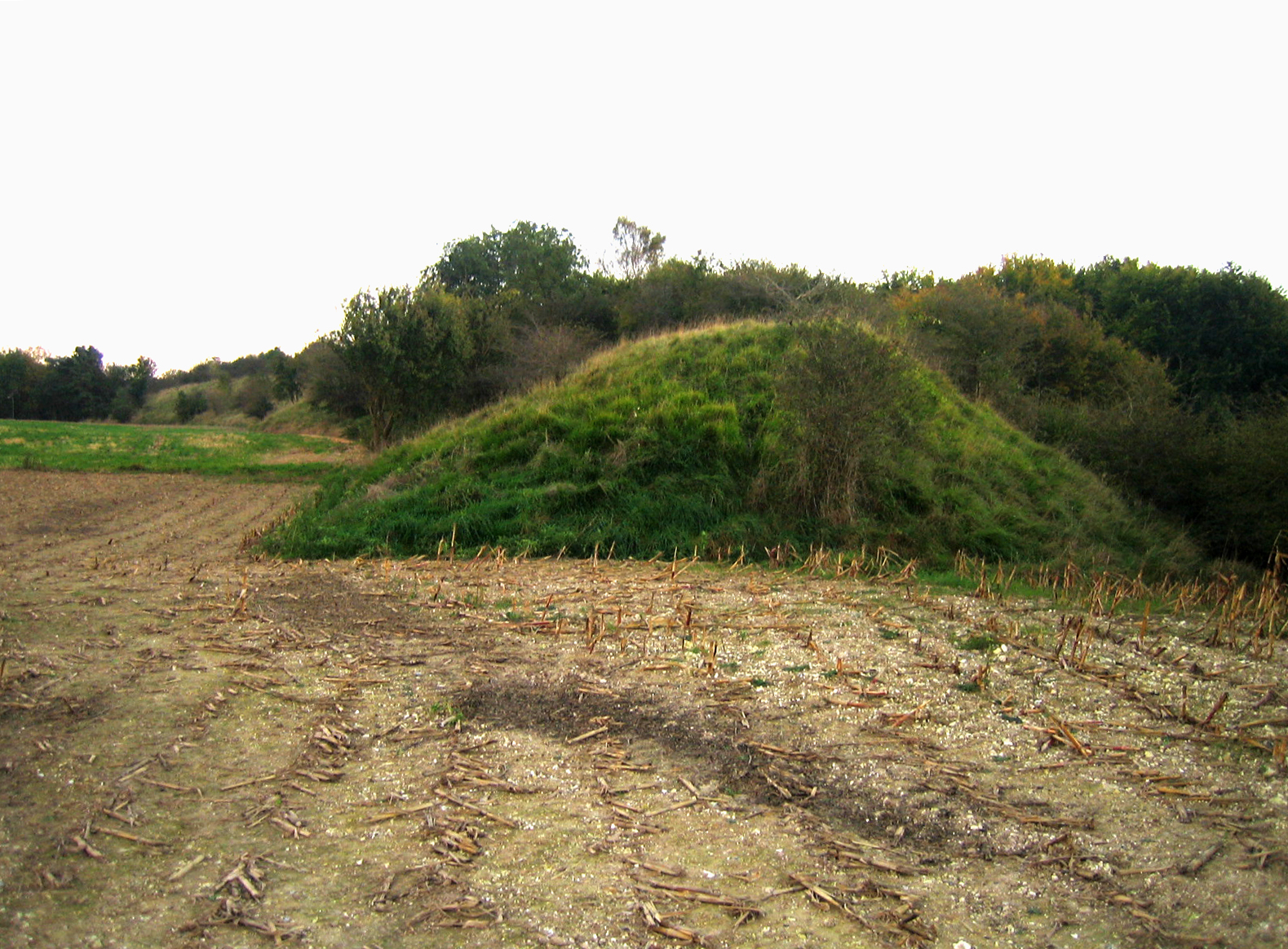
Gallisches Oppidum

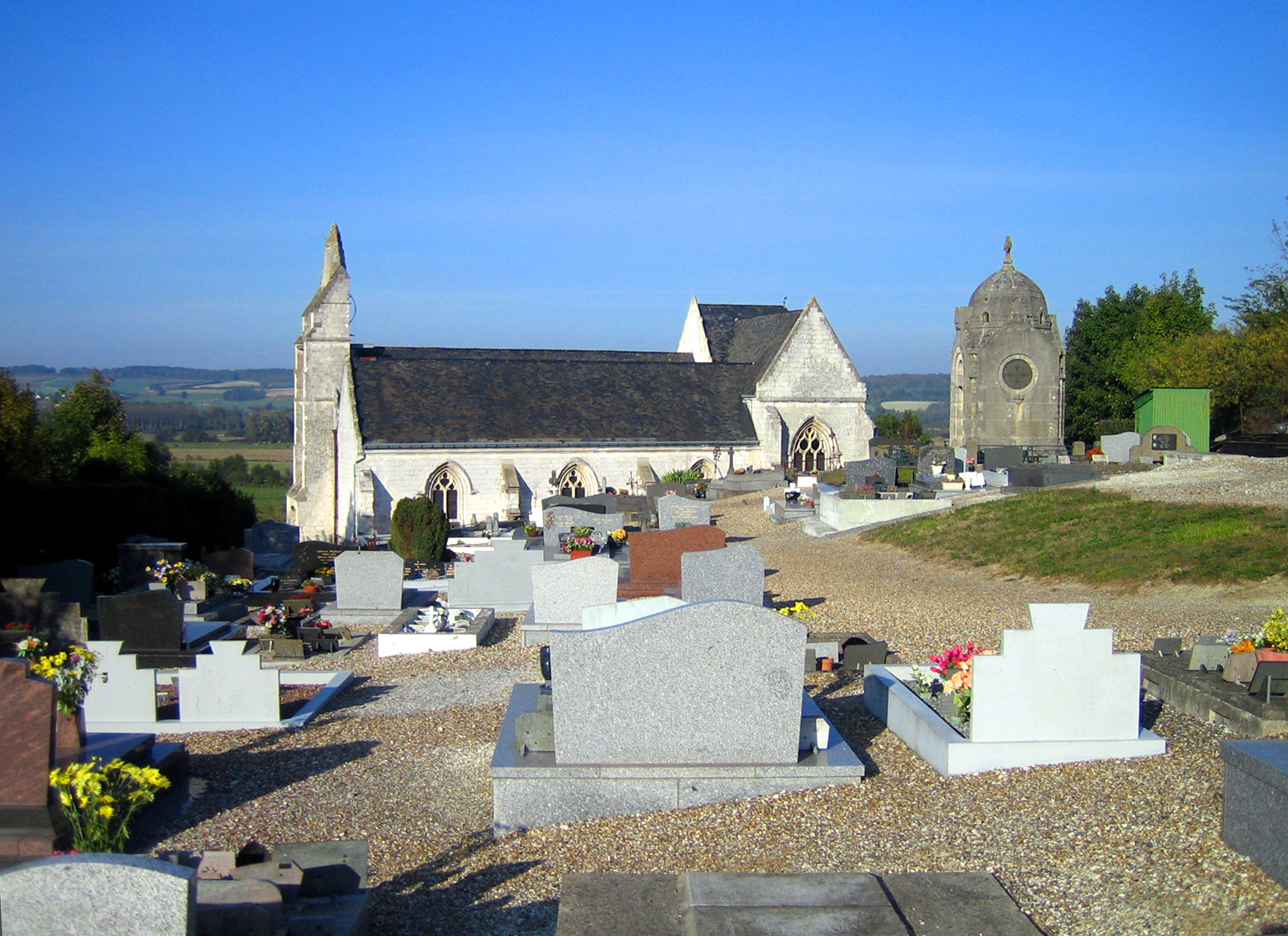
Kirche Saint-Riquier

- seit 1862 als Monument historique klassifiziertes, auf die Nachbargemeinde Érondelle übergreifendes gallisches Oppidum Camp de César, dessen Reste sich 11 m über das Niveau erheben und das von einem 22,5 m breiten Graben eingefasst ist, mit einer Fläche von 32 ha[1]
- 1908 als Monument historique klassifizierte Kirche Saint-Riquier[2][3]
- Ruine des Schlosses
- Kriegerdenkmal

## Persönlichkeiten
- François Sueur, Ornithologe, 1953 hier geboren